# Dante Alderighi
Dante Alderighi (Tàrent (Pulla), 7 de juliol, 1898 – Roma (Laci), 12 de desembre, 1968), va ser un pianista, compositor i crític musical italià.

## Biografia
Fill de Raffaello Alderighi i Maria Cardellicchio. El 1908 es va traslladar a Roma amb la seva família per continuar els seus estudis de piano amb el mestre Giuseppe Mancini, antic director del Conservatori d'Atenes.
Va debutar el 17 de febrer de 1909 a l'Hôtel Excelsior de Roma quan encara no tenia més de deu anys en un concert en benefici de les víctimes del terratrèmol de Sicília, gaudint d'un gran èxit de públic i de crítica. En aquesta ocasió Dante Alderighi va interpretar música de Franz Joseph Haydn, Ludwig van Beethoven, Fryderyk Chopin, Piotr Ilitx Txaikovski, Edvard Grieg i Giovanni Sgambati. A Tàrent, la seva ciutat natal, el seu concert estava programat per al 2 de setembre de 1909, al teatre Politeama Alhambra, recentment inaugurat, on la seva actuació va ser molt apreciada.
Més tard va tornar a fer concerts a Roma (on va tocar davant d'Elena de Montenegro i Margarida de Savoia), a Florència, Nàpols, Lucerna, al Bagni di Casciana i a Tàrent, la seva ciutat natal, on el Municipi li va concedir honors i un medalla d'or.
Va ser un estudiant devot de Giovanni Sgambati, pel consell del qual va anar al Conservatori de Leipzig (avui Universitat de Música i Teatre de Leipzig) per perfeccionar-se amb el mestre Robert Teichmüller, també començant l'estudi de la composició amb Stephan Krehl. També va rebre lliçons de Francesco Bajardi.
Alderighi, que, com s'ha dit, va començar la seva carrera molt aviat com un nen prodigi, va ser un dels artistes més joves de Roma als anys vint. Va ser acollit en l'entorn artístic amb benevolència i va participar activament en el món cultural capitolí i en el ferment d'aquells anys. Així va ser que es va fer amic d'homes de lletres (com Massimo Bontempelli, Luigi Pirandello i Corrado Alvaro), pintors com Felice Carena, Emanuele Cavalli, Onofrio Martinelli, Carlo Sòcrate, Franco Gentilini i altres artistes pertanyents al so- anomenada Escola Romana de pintura, i amb músics com Alfredo Casella, Francesco Malipiero, Francesco Cilea, Umberto Giordano i Ottorino Respighi els seus contemporanis.
Entre 1914 i 1916, sota la direcció de Giacomo Setaccioli, es dedicà a la composició, fent notícia sobretot amb els Omaggi. El 1917 i el 1918 va continuar els seus estudis amb Ernesto Consolo, a qui va substituir al Conservatori de Florència el 1921. L'amistat amb Massimo Bontempelli neix entre 1923 i 1930, i per a tots dos va ser fructífera en l'enriquiment artístic i cultural i una oportunitat per a un dens intercanvi de cartes. Va ser Bontempelli qui va introduir Alderighi al periodisme, oferint-li la columna de crítica musical al diari que va dirigir "Il Lavoro Fascista": això no va ser benvingut per alguns contemporanis que no compartien l'elecció de Bontempelli per l'amic, que era un esperit lliure, i que no era (ni va ser mai) membre del Partit Nacional Feixista.
L'any 1935, època que va marcar el punt àlgid dels seus èxits, mentre Alfredo Casella interpretava les seves composicions, se li va confiar la Càtedra de Piano del Conservatori Santa Cecilia, on va romandre com a professor fins al 1968. Això va ser possible gràcies a una llei que garantia l'accés a la docència o la direcció del Conservatori a artistes reconeguts, amb independència que tinguessin el títol o superessin un concurs.
El 1941 es va casar amb Giovanna Fratini, amb qui va tenir dos fills Massimo (1942) i Maria Letizia (1945).
Després de la guerra, Luigi Salvatorelli li va confiar la pàgina de música de La Nuova Europa, un dels diaris més importants de l'època. També va col·laborar amb les columnes musicals de Paese Sera i L'Italia Nuova.
Amb un Quartet va guanyar un premi al concurs convocat per la Societat Italiana de Propaganda Musical, i el 1937 a San Remo el primer premi amb la composició Ouverture Breve per a orquestra. Després va obtenir un reconeixement més afalagador, inclòs el "Premi Internacional" de la Ràdio i Televisió Francesa (1951) per Le Filastrocche, superant més de 200 competidors de disset nacions.
El seu piano, les pintures que li van regalar els artistes que van ser amics seus, el seu arxiu i la seva casa al barri de Prati de Roma encara es conserven pels seus hereus. Està enterrat al cementiri Maccarese, a la tomba familiar que ell mateix volia i va comprar.

## Obra
Cada composició va seguida de l'any en què va ser lliurada a la Societat Italiana d'Autors i Editors.
- Inno Delfico ad Apollo, Pittaluga S.A. (1932)
- Undici Preludi, Forlivesi (1934)
- Cantico delle Creature di San Francesco, Forlivesi (1934)
- Introduzione Aria Finale, Forlivesi (1934)
- Quartetto ad Archi (1934)
- Prima Suite, Forlivesi (1934)
- Ouverture Breve per orchestra, Suvini Zerboni (1936)
- Villanesca, De Sanctis (1937)
- Suite per violoncello e pianoforte, De Sanctis (1937)
- Cinque Liriche su Parole di Massimo Bontempelli (Voluttà, Amore, L'Aquila Prega, Angeli e L'Albero), Suvini Zerboni (1939)
- Secondo Concerto per pianoforte e orchestra, Suvini Zerboni (1940)
- Canti Militari, Suvini Zerboni (1946)
- Annunciazione (per a soprano, tenor, cor femení i corda), inèdit (1949). Representada al Teatro Adriano de Roma el 1939, dirigida per Bernardino Molinari
- Maria a Nazareth, inèdita (1949). Emès l'any 1950 per Rai
- Toccata per pianoforte, Suvini Zerboni (1950)
- Divertimento per flauto e pianoforte, Suvini Zerboni (1950)
- I Fumatori (paraules de Giorgio Vigolo), inèdit (1950)
- Filastrocche (Ceccobistecco, Coprifuoco, Filastrocca, Ninnananna, Preghiera - primer premi de la R.D.L.), Editions Françaises de Musique

(1951)
- Divertimento per pianoforte e orchestra, Suvini Zerboni (1952)
- Tre Cantilene (Zucca Pelata, Donna Rocca, Il Bambino a chi lo do), Ricordi (1953)
- Tre Indovinelli (L'Oliva, Il Gallo, La Lettera), Ricordi (1954)
- Tre Canti Fanciulleschi (Pulcinella Va in Prigione, Preghiera di Natale, Dondo Campana), Ricordi (1954)
- Tempo di Minuetto (1954)
- Suite Rococò (Gavotta, Minuetto, Giga), Pellegrino Ed. Mus. (1954)
- Pezzi Infantili (Introduzione, Valzer, Corale, Girotondo, Notturno, Mattinata Siciliana, Finale) Suvini Zerboni (1955)
- Sogni Lieti (àlbum de peces per a piano incloent: Fata Turchina, Danza Norvegese, Marcia dei Ranocchi, Notte di Luna, La Gavotta del Re, Il Minuetto della Regina, La Giga del Delfino, Canto del Marinaio, Valzer delle Bambole, I Trombettieri di Paperino), Curci (1957)
- Omaggi per arc i piano (Ouverture: a Bach, Sarabanda: a Lully, Finale: a Vivaldi) (1957)
- L'Album delle Maschere (Brighella Galante, La Passeggiata di Fagiolino, Pierrot e Colombina, La Serenata di Florindo, Il Dottor Balanzone, Capitan Spaventa), Curci (1958)
- Sei Madrigali di Monteverdi (A un Giro, Ecco Mormorar l'Onde, Si ch'io Vorrei Morire, Sovra Tenere Erbette, Quell'Angelin che Canta, Lasciatemi Morire), Forlivesi (1960)
- Il Poney della Pampa, Curci (1961)

Convençut que les diferents formes artístiques haurien d'estar estretament vinculades entre si, va compondre les bandes sonores d'algunes pel·lícules mudes[1] i de Arma Blanca.